# Gevingey
Gevingey é uma comuna francesa na região administrativa de Borgonha-Franco-Condado, no departamento de Jura. Estende-se por uma área de 5,9 km². Em 2010 a comuna tinha 548 habitantes (densidade: 92,9 hab./km²).